# Dendrophthoe philippensis
Dendrophthoe philippensis là một loài thực vật có hoa trong họ Loranthaceae. Loài này được (Cham. & Schltdl.) Miq. mô tả khoa học đầu tiên năm 1856.